# Dekanat sieradzki I
Dekanat sieradzki I – jeden z 33 dekanatów rzymskokatolickiej diecezji włocławskiej.
W skład dekanatu wchodzą następujące parafie:
- parafia Wszystkich Świętych w Sieradzu
  - parafia garnizonowa Chrystusa Odkupiciela i Najświętszego Imienia Maryi w Sieradzu
- parafia NMP Królowej Polski w Sieradzu
- parafia św. Urszuli Ledóchowskiej w Sieradzu
- parafia Narodzenia Najświętszej Maryi Panny w Charłupii Małej
  - sanktuarium MB Księżnej Ziemi Sieradzkiej
- parafia św. Anny w Chojnem
- parafia św. Michała Archanioła w Dąbrowie Wielkiej

Dziekan dekanatu sieradzkiego I
- ks. infułat dr Marian Bronikowski - proboszcz parafii Wszystkich Świętych w Sieradzu

Wicedziekan
- ks. Rafał Zatorski - proboszcz parafii w Chojnem

Ojciec duchowny
- ks. Franciszek Zygadliński - proboszcz parafii w Charłupii Małej